# Tim Staffell
Timothy Tim Staffell (Isleworth, Middlesex, Inglaterra; 24 de febrero de 1948) es un músico de rock británico y artista visual.
Desde el año 1968 fue miembro del grupo musical Smile (voz y bajo), banda conformada por el guitarrista Brian May y el baterista Roger Taylor. Cuando Staffell dejó la banda, en marzo de 1970, Freddie Mercury se uniría para que así se fundara Queen.
Staffell y May escribieron juntos la canción "Doing All Right", que fue incluida años más tarde por Queen en su primer álbum. Tras su paso por Smile, se unió a la banda Humpy Bong y al grupo de rock progresivo Morgan, con quienes lanzó los álbumes Nova Solis y Brown Out.
Más tarde decidió seguir una carrera como diseñador, animador y director de comerciales. Entre los proyectos en los que trabajó está la adaptación televisiva de la BBC de Guía del autoestopista galáctico. En 2001, Tim volvió a la industria de la música con una nueva banda de blues-funk llamada aMIGO. En 2003 lanzaron un álbum homónimo, con versiones regrabadas de la antiguas canciones de Smile "Earth" y "Doing All Right", con su antiguo compañero de banda Brian May en la guitarra y voz.